# Мотилівка
Мотилівка — річка в Україні, у Лисянському районі Черкаської області. Ліва притока Свинотопки (басейн Південного Бугу).

## Опис
Довжина річки приблизно 7,9 км.

## Розташування
Бере початок у селі Вотилівка (колишнє Мотилівка). Тече переважно на південний схід і на північно-східній околиці села Виноград впадає у річку Свинотопку, праву притоку Гнилого Тікичу.